# Henrik Sedin
Lars Henrik Sedin (* 26. September 1980 in Örnsköldsvik) ist ein ehemaliger schwedischer Eishockeyspieler. Der Center bestritt zwischen 2000 und 2018 über 1400 Spiele für die Vancouver Canucks in der National Hockey League. Er wurde im NHL Entry Draft 1999 an dritter Position und somit direkt nach seinem Zwillingsbruder Daniel ausgewählt, an dessen Seite er seine gesamte aktive Karriere verbrachte. Im Trikot der Canucks erzielte Henrik Sedin über 1000 Punkte, wurde 2010 mit der Art Ross Trophy als Topscorer sowie mit der Hart Memorial Trophy als MVP der Liga ausgezeichnet und fand zweimal im NHL All-Star Team Berücksichtigung. Darüber hinaus hält er in Vancouver zahlreiche Franchise-Rekorde, unter anderem für die meisten Spiele, Vorlagen und Scorerpunkte, und führte das Team acht Jahre als Mannschaftskapitän an. Demzufolge wird seine Trikotnummer 33 seit Februar 2020 nicht mehr vergeben. Im Jahre 2011 erreichte der Schwede mit den Canucks das Finale um den Stanley Cup, unterlag dort jedoch den Boston Bruins. Seit 2022 ist Henrik Sedin Mitglied der Hockey Hall of Fame.
Auf internationaler Ebene wurde Henrik Sedin mit der schwedischen Nationalmannschaft bei den Winterspielen 2006 in Turin Olympiasieger. Eine weitere Goldmedaille folgte bei der Weltmeisterschaft 2013.

## Karriere

### MoDo Hockey (1996–2000)

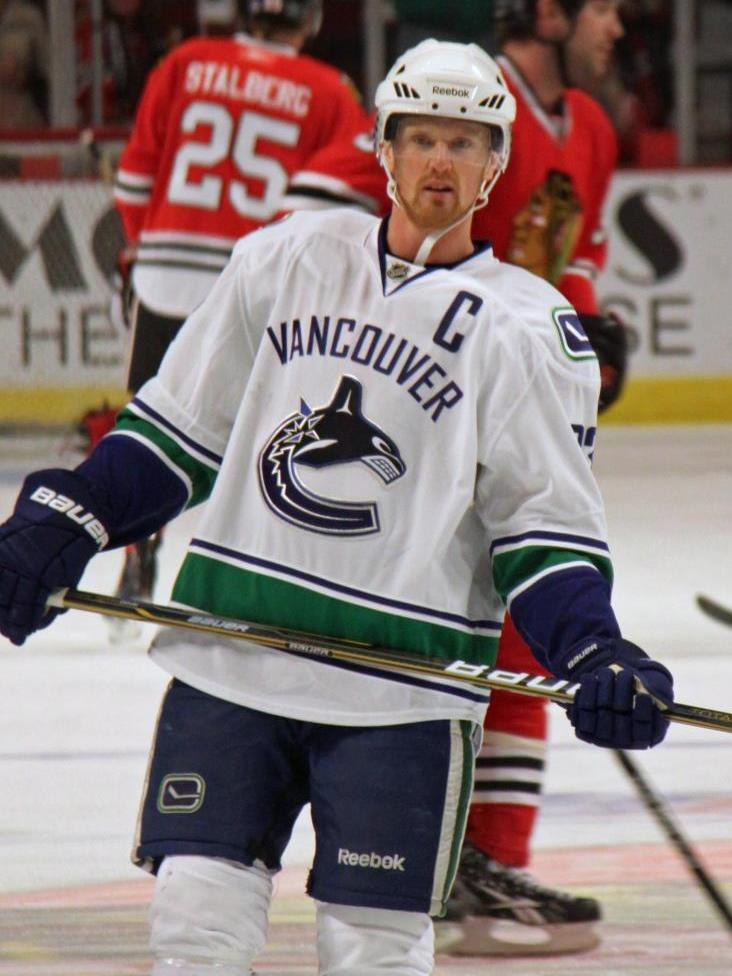
Henrik Sedin nach seiner Ernennung zum Kapitän. (2010)

Henrik Sedin spielte in seiner Jugend beim Nachwuchsteam von MoDo Hockey in der schwedischen Juniorenliga. Nach guten Leistungen wurde er 1997 in die Profimannschaft genommen und spielte fortan in der Elitserien. Bereits 1999 wurde er zusammen mit seinem Zwillingsbruder Daniel als bester schwedischer Spieler des Jahres mit dem Guldpucken geehrt. Im selben Jahr wählte ihn die National-Hockey-League-Organisation der Vancouver Canucks im NHL Entry Draft 1999 in der ersten Runde an dritter Stelle aus. Die anschließende Saison 1999/00 verbrachten die Sedins jedoch erneut in Schweden bei MODO, wobei Henrik Sedin mit 47 Scorerpunkten aus 50 Spielen der punktbeste Akteur seiner Mannschaft war.

### Vancouver Canucks (2000–2018)
Im Sommer 2000 wechselte Sedin dann gemeinsam mit seinem Zwillingsbruder nach Nordamerika und beide konnten sich unmittelbar im NHL-Kader der Canucks etablieren. Im Oktober 2000 gab er bei der 3:6-Niederlage gegen die Philadelphia Flyers sein Debüt in der höchsten Spielklasse Nordamerikas und erzielte noch im gleichen Monat gegen die Toronto Maple Leafs sein erstes NHL-Tor. Insgesamt bestritt der Schwede alle 82 Saisonpartien für die Canucks und verzeichnete am Ende der Spielzeit insgesamt 29 Scorerpunkten, wobei er einen Großteil der Spiele an der Seite seines Bruders in der dritten Angriffsformation auf dem Eis stand. In seiner zweiten Saison konnte Sedin seine Offensivleistungen steigern und verzeichnete 16 Treffer sowie 20 Torvorlagen, wobei ihm gegen die Detroit Red Wings das erste Play-off-Tor seiner NHL-Karriere gelang. Im Juli 2003 verlängerte Sedin seinen Vertrag um ein weiteres Jahr und konnte in der anschließenden Saison 2003/04 insgesamt 42 Scorerpunkte aus 76 Partien erzielen.
In der ausgefallenen Lockout-Saison 2004/05 spielten die Sedin-Brüder gemeinsam mit Markus Näslund und Peter Forsberg bei ihrem schwedischen Heimatklub MODO. In der Spielzeit 2005/06 agierten die Sedins in einer Sturmreihe mit Anson Carter, wobei Henrik Sedin mit 75 Scorerpunkten der zweitbeste Offensivspieler hinter Näslund war. Später bezeichnete der damalige Canucks-Cheftrainer Marc Crawford die Spielzeit sowohl sportlich als auch mannschaftsintern als Durchbruch für die Sedins. Infolgedessen wurden die Verträge beider Spieler während der Sommerpause 2006 um drei Jahre verlängert. In der Saison 2006/07 bildete Sedin gemeinsam mit seinem Bruder sowie Taylor Pyatt auch erstmals die nominelle Topreihe der Canucks und verzeichnete insgesamt 71 Torvorlagen, was zuvor noch keinem Spieler im Trikot der Canucks innerhalb einer Spielzeit gelang. Im folgenden Jahr nahm er erstmals am NHL All-Star Game teil und erhielt nach Saisonende die Cyrus H. McLean Trophy als punktbester Akteur der Canucks während der Hauptrunde.
Im Juli 2009 verlängerte Sedin seinen Vertrag in Vancouver um fünf Jahre bei einem kolportierten Gesamtgehalt von 30,5 Millionen US-Dollar und wurde im Vorfeld der Saison 2009/10 zum Assistenzkapitän der Mannschaft ernannt. Im November 2009 erzielte er beim 8:2-Sieg gegen die Colorado Avalanche den ersten Hattrick seiner bisherigen NHL-Karriere und überzeugte im weiteren Verlauf der Spielzeit mit konstanten Offensivleistungen, wodurch er am Saisonende mit 112 Scorerpunkten als erster Spieler der Vancouver Canucks die Art Ross Trophy als offensivstärkster Spieler der NHL gewann. Weiterhin überholte er Trevor Linden als besten Torvorbereiter der Klubgeschichte sowie Pavel Bure für die meisten Scorerpunkte innerhalb einer Saison. In den Play-offs knüpfte der Angreifer an seine Leistungen aus der Hauptrunde an und markierte 14 Scorerpunkte in 12 Partien, konnte jedoch das Ausscheiden seiner Mannschaft im Western Conference Halbfinale gegen die Chicago Blackhawks nicht verhindern. Weiterhin wurde der Schwede im Anschluss an die Spielzeit mit der Hart Memorial Trophy als wertvollster Spieler der Liga ausgezeichnet und erhielt außerdem den Viking Award als bester schwedischer Eishockeyprofi in Nordamerika.
Zur Saison 2010/11 wurde Sedin zum 13. Mannschaftskapitän in der Geschichte der Vancouver Canucks. Im Februar 2013 überholte der Linksschütze mit seinem 757. Scorerpunkt den bisherigen Rekordhalter Markus Näslund als punktbesten Akteur in der Franchise-Geschichte der Canucks. Kurz nach Beginn der Saison 2013/14 verlängerten die Sedin-Brüder ihre Verträge in Vancouver jeweils um vier Jahre bei einem kolportierten Gesamtgehalt von 28 Millionen US-Dollar. Bis zum Januar 2014 bestritt er insgesamt 629 NHL-Spiele in Folge, bevor ihn eine Rippenverletzung außer Gefecht setzte und damit die Serie beendete. Zwei Monate später absolvierte der Schwede gegen die Winnipeg Jets die 1000. Partie seiner bisherigen Karriere in der höchsten Spielklasse Nordamerikas.
Im Januar 2017 erzielte Sedin seinen 1000. Scorerpunkt in der NHL, bevor im Dezember gleichen Jahres die 800. Vorlage folgte. Mit dem Ende der Saison 2017/18 erklärte er – gemeinsam mit seinem Bruder Daniel – seine aktive Karriere für beendet. Insgesamt hatte er in der NHL 1435 Spiele absolviert und dabei 1148 Punkte erzielt. Mit 1070 Scorerpunkten in der regulären Saison ist er der viertbeste Schwede der NHL-Historie, hinter Mats Sundin, Daniel Alfredsson und Nicklas Lidström. An der Seite von seinem Bruder Daniel wurde seine Trikotnummer 33 im Februar 2020 gesperrt.
Für sein soziales Engagement erhielt Henrik Sedin 2016 und 2018 (gemeinsam mit seinem Bruder) die King Clancy Memorial Trophy.
Zur Spielzeit 2021/22 kehrten beide Sedin-Brüder zu den Canucks zurück, wo sie fortan in beratender Funktion (Special Advisers) im Management tätig sind. Gemeinsam mit seinem Bruder wurde er 2022 in die Hockey Hall of Fame aufgenommen.

### International
Im Februar 2006 war er Teil des schwedischen Nationalteams, das bei den Olympischen Winterspielen die Goldmedaille gewann. Auch an den Olympischen Winterspielen 2010 nahm er mit der schwedischen Eishockeynationalmannschaft teil. Bei der Weltmeisterschaft 2013 in Stockholm und Helsinki gehörte Sedin erneut den Tre Kronor an und gewann mit diesen die Goldmedaille.
Des Weiteren vertrat er sein Heimatland beim World Cup of Hockey 2016 und erreichte dort mit dem Team den dritten Platz.

## Erfolge und Auszeichnungen
| - 1999 Guldpucken (gemeinsam mit Daniel Sedin) - 2008 Teilnahme am NHL All-Star Game - 2009 NHL-Spieler des Monats Dezember - 2010 Art Ross Trophy - 2010 Hart Memorial Trophy - 2010 NHL First All-Star Team - 2010 Viking Award | - 2011 Teilnahme am NHL All-Star Game - 2011 NHL First All-Star-Team - 2011 Victoriapriset (gemeinsam mit Daniel Sedin) - 2012 Teilnahme am NHL All-Star Game - 2016 King Clancy Memorial Trophy - 2018 King Clancy Memorial Trophy - 2020 Sperrung der Trikotnummer 33 durch die Vancouver Canucks |

### International
| - 1997 Silbermedaille bei der U18-Junioren-Europameisterschaft - 1998 Goldmedaille bei der U18-Junioren-Europameisterschaft - 1999 Bronzemedaille bei der Weltmeisterschaft - 2001 Bronzemedaille bei der Weltmeisterschaft | - 2006 Goldmedaille bei den Olympischen Winterspielen - 2013 Goldmedaille bei der Weltmeisterschaft - 2013 All-Star-Team der Weltmeisterschaft - 2022 Aufnahme in die Hockey Hall of Fame |

## Karrierestatistik

### International
Vertrat Schweden bei:
| - U18-Junioren-Europameisterschaft 1997 - U18-Junioren-Europameisterschaft 1998 - U20-Junioren-Weltmeisterschaft 1998 - U20-Junioren-Weltmeisterschaft 1999 - Weltmeisterschaft 1999 - U20-Junioren-Weltmeisterschaft 2000 - Weltmeisterschaft 2000 | - Weltmeisterschaft 2001 - Weltmeisterschaft 2005 - Olympischen Winterspielen 2006 - Olympischen Winterspielen 2010 - Weltmeisterschaft 2013 - World Cup of Hockey 2016 |

(Legende zur Spielerstatistik: Sp oder GP = absolvierte Spiele; T oder G = erzielte Tore; V oder A = erzielte Assists; Pkt oder Pts = erzielte Scorerpunkte; SM oder PIM = erhaltene Strafminuten; +/− = Plus/Minus-Bilanz; PP = erzielte Überzahltore; SH = erzielte Unterzahltore; GW = erzielte Siegtore; 1 Play-downs/Relegation; Kursiv: Statistik nicht vollständig)

## Persönliches
Am 1. Juni 2017 erhielten Henrik und Daniel Sedin den Ehrendoktortitel der Kwantlen Polytechnic University in Würdigung ihres gesellschaftlichen Engagements.